# Paul Thompson (ishockeyspelare)
Paul Thompson, född 30 november 1988, är en amerikansk professionell ishockeyspelare som är kontrakterad till NHL-organisationen Florida Panthers och spelar för deras primära samarbetspartner Springfield Thunderbirds i AHL.
Han har tidigare spelat på NHL-nivå för New Jersey Devils och på lägre nivåer för Chicago Wolves, Albany Devils, Springfield Falcons och Wilkes-Barre/Scranton Penguins i Wilkes-Barre/Scranton Penguins, Wheeling Nailers i ECHL och New Hampshire Wildcats (University of New Hampshire) i NCAA.
Thompson blev aldrig draftad av någon NHL-organisation.
Han skrev på ett tvåårskontrakt värt 1,35 miljoner dollar med Florida Panthers den 2 juli 2018.

## Statistik
| 2005–2006   | New Hampshire Jr. Monarchs     | EJHL        | 38  | 13  | 17  | 30  | 20  | —  | — | — | —  | —  |
| 2006–2007   | New Hampshire Jr. Monarchs     | EJHL        | 44  | 45  | 38  | 83  | 56  | —  | — | — | —  | —  |
| 2007–2008   | New Hampshire Wildcats         | NCAA        | 35  | 6   | 6   | 12  | 24  | —  | — | — | —  | —  |
| 2008–2009   | New Hampshire Wildcats         | NCAA        | 27  | 4   | 5   | 9   | 22  | —  | — | — | —  | —  |
| 2009–2010   | New Hampshire Wildcats         | NCAA        | 39  | 19  | 20  | 39  | 24  | —  | — | — | —  | —  |
| 2010–2011   | New Hampshire Wildcats         | NCAA        | 39  | 28  | 24  | 52  | 30  | —  | — | — | —  | —  |
|             | Wilkes-Barre Scranton Penguins | AHL         | 6   | 1   | 2   | 3   | 2   | 4  | 0 | 1 | 1  | 2  |
| 2011–2012   | Wilkes-Barre Scranton Penguins | AHL         | 67  | 10  | 15  | 25  | 37  | 12 | 2 | 1 | 3  | 2  |
|             | Wheeling Nailers               | ECHL        | 1   | 1   | 1   | 2   | 0   | —  | — | — | —  | —  |
| 2012–2013   | Wilkes-Barre Scranton Penguins | AHL         | 58  | 20  | 9   | 29  | 84  | 15 | 3 | 3 | 6  | 21 |
| 2013–2014   | Wilkes-Barre Scranton Penguins | AHL         | 39  | 4   | 3   | 7   | 50  | —  | — | — | —  | —  |
|             | Springfield Falcons            | AHL         | 30  | 4   | 4   | 8   | 50  | 5  | 0 | 0 | 0  | 5  |
| 2014–2015   | Albany Devils                  | AHL         | 73  | 33  | 22  | 55  | 67  | —  | — | — | —  | —  |
| 2015–2016   | New Jersey Devils              | NHL         | 3   | 0   | 0   | 0   | 2   | —  | — | — | —  | —  |
|             | Albany Devils                  | AHL         | 56  | 13  | 22  | 35  | 96  | 10 | 3 | 1 | 4  | 16 |
| 2016–2017   | Florida Panthers               | NHL         | 21  | 0   | 3   | 3   | 22  | —  | — | — | —  | —  |
|             | Springfield Thunderbirds       | AHL         | 51  | 19  | 23  | 42  | 57  | —  | — | — | —  | —  |
| 2017–2018   | Chicago Wolves                 | AHL         | 76  | 24  | 14  | 38  | 108 | 3  | 0 | 0 | 0  | 2  |
| 2018–2019   | Springfield Thunderbirds       | AHL         | —   | —   | —   | —   | —   | —  | — | — | —  | —  |
| NHL totalt  | NHL totalt                     | NHL totalt  | 24  | 0   | 3   | 3   | 24  | —  | — | — | —  | —  |
| AHL totalt  | AHL totalt                     | AHL totalt  | 456 | 128 | 114 | 242 | 551 | 49 | 8 | 6 | 14 | 48 |
| ECHL totalt | ECHL totalt                    | ECHL totalt | 1   | 1   | 1   | 2   | 0   | —  | — | — | —  | —  |
| NCAA totalt | NCAA totalt                    | NCAA totalt | 140 | 57  | 55  | 112 | 100 | —  | — | — | —  | —  |